# Академия Федеральной службы безопасности России
Академия Федеральной службы безопасности Российской Федерации (Академия ФСБ России) — высшее военное учебное заведение, осуществляющее подготовку офицеров Федеральной службы безопасности Российской Федерации и других российских спецслужб и спецслужб дружественных государств.
Академия образована 24 августа 1992 года указом Президента Российской Федерации на базе Высшей школы КГБ им. Ф. Э. Дзержинского и Академии пограничных войск.
Академия ФСБ России включает в себя Институт криптографии, связи и информатики (ИКСИ) и институт подготовки оперативного состава (ИПОС) в составе двух факультетов — следственного и контрразведывательного. Также существуют отдельные факультеты: переводческий, заочного обучения, спецфакультет для иностранцев, факультет подготовки руководящих кадров. С 2022 года начальником академии является генерал-лейтенант Н. В. Плотников.

## История
25 января 1921 года президиум ВЧК принял решение о создании постоянно действующих курсов подготовки оперативного состава. 27 апреля состоялись первые занятия, когда 150 курсантов начали прохождение курсов по подготовке оперативного состава ВЧК. Занятия проходили в старинной усадьбе XVIII века в центре Москвы на Покровке, д. 27. Преподавателями и слушателями были участники проводившихся в то время операций «Трест» и «Синдикат». Начальником курсов был назначен М. К. Романовский. День открытия курсов — 26 апреля 1921 года — считается днём начала истории Академии. В 1922 году курсы были преобразованы в Высшие курсы ГПУ.
С мая 1930 года в Москве началось создание школы по подготовке и переподготовке кадров ОГПУ, которая с 4 июня 1930 года стала называться Центральной школой ОГПУ. 14 июля 1934 года, после образования Народного комиссариата внутренних дел СССР Центральная школа ОГПУ была переименована в Центральную школу Главного управления государственной безопасности НКВД СССР.
21 марта 1939 года Центральная школа ГУГБ НКВД СССР приказом комиссара Госбезопасности Лаврентия Берии реорганизована в Высшую школу НКВД СССР. К началу 1940-х годов каждый третий руководитель советских органов госбезопасности являлся выпускником курсов.
В период Великой Отечественной войны в школе было подготовлено более семи тысяч офицеров и специалистов. Шестеро выпускников Высшей школы стали Героями Советского Союза — Д. Н. Медведев, В. А. Молодцов (посмертно), A. M. Рабцевич, В. А. Лягин (посмертно), П. А. Жидков и Е. И. Мирковский. 30 августа 1945 года Высшая школа НКВД указом президиума Верховного Совета СССР была награждена Красным Знаменем и Грамотой.
Постановлением Совета министров СССР от 15 июля 1952 года была образована Высшая школа МГБ СССР как специальное высшее учебное заведение с трёхгодичным сроком обучения слушателей по программе юридических вузов. В апреле 1954 года состоялся выпуск 189 студентов, при этом 37 из них окончили школу с отличием.
Постановлением Совета Министров СССР от 2 августа 1962 года Высшей школе КГБ было присвоено имя Ф. Э. Дзержинского.
Звание Героя Советского Союза за выполнение специальных заданий в Афганистане получили В. Белюженко, Г. Зайцев, В. Карпухин, Б. Соколов.
24 августа 1992 года на основе Высшей школы имени Ф. Э. Дзержинского и Академии пограничных войск была создана Академия Министерства безопасности Российской Федерации, её устав был утверждён постановлением Правительства Российской Федерации 23 августа 1993 года.

## Структура
Как отметил в 2001 году заместитель начальника академии генерал-майор Сергей Колобашкин, научной и преподавательской работой в академии занимаются 40 академиков и членов-корреспондентов различных академий наук, более 100 докторов и 400 кандидатов наук. По его словам, «за пять лет учёбы слушатели помимо фундаментальных контрразведывательных знаний получают полноценное юридическое образование, глубокую языковую и военную подготовку».
Система дополнительного профессионального образования в академии включает повышение квалификации и переподготовку действующих сотрудников, а также специальную подготовку отобранных для службы в ФСБ людей с высшим образованием. Система дополнительного образования действует на всех факультетах, однако основным является факультет подготовки руководящих кадров (ФПРК).
В структуру Академии входит Институт криптографии, связи и информатики (ИКСИ), ведущий подготовку специалистов в области передачи, защиты и обработки информации. В 1949 году постановлением Политбюро ЦК ВКП(б) была создана Высшая школа криптографов, а при механико-математическом факультете Московского государственного университета постановлением Совета Министров СССР — закрытое отделение. Позднее на основе их объединения был создан технический факультет Высшей школы КГБ СССР. С 1992 года технический факультет Высшей школы был преобразован в Институт криптографии, связи и информатики (ИКСИ). Основными направлениями подготовки являются: криптография, прикладная математика, информатика и вычислительная техника, электронная техника, радиотехника и связь.

## Начальники[8]
В 1950—1960-е годы Высшей школой КГБ СССР им. Ф. Э. Дзержинского руководили полковник А. Я. Ефимов, генерал-майор Е. И. Борисоглебский, генерал-майор А. Н. Куренков.
- 1921—1922 — М. К. Романовский
- 1922—1929 — В. Д. Фельдман
- 1930—1931 — А. М. Шанин
- 1932—1933 — В. В. Винокуров
- 1933—1936 — Я. М. Вейншток
- 1936—1938 — С. Б. Балаян
- 1939—1942 — Н. К. Давыдов
- 1942—1947 — Л. Ф. Баштаков
- 1947—1948 — И. Я. Бабич
- 1948—1952 — Я. Г. Никитин
- 1952—1954 — полковник А. Я. Ефимов
- январь—октябрь 1954 — генерал-майор Е. И. Борисоглебский
- 1954—1962 — генерал-майор А. Н. Куренков
- 1962—1965 — генерал-лейтенант Е. П. Питовранов[9]
- 1965—1970 — генерал-лейтенант П. Г. Гришин[9]
- 1970—1974 — генерал-полковник В. Ф. Никитченко[9]
- 1974—1979 — генерал-лейтенант И. С. Розанов[9]
- 1979—1987 — генерал-лейтенант А. П. Рагозин[9]
- 1987—1991 — генерал-лейтенант Л. А. Постников[9]
- 1991—1992 — генерал-майор В. В. Титаренко[9]

В соответствии с Указом Президента Российской Федерации от 24 августа 1992 года Высшая школа им. Ф. Э. Дзержинского и Академия пограничных войск слиты в Академию Министерства безопасности Российской Федерации.
- 1992—1994 — генерал-лейтенант С. В. Дьяков[10]
- 1994—1999 — генерал-полковник В. А. Тимофеев[10]
- 1999—2000 — генерал-полковник В. Л. Шульц[10]
- 2000—2007 — генерал-полковник В. А. Власов[10]
- 2007—2019 — генерал-полковник В. В. Остроухов[10]
- 2019—2021 — генерал-полковник Е. С. Сысоев[3]
- 2022—н.в. — генерал-полковник Н. В. Плотников[3]

## Абитуриенты
Ранее принимали только прошедших службу в армии, теперь большинство поступает сразу после школы.